# الطريق السيار الحضري الدار البيضاء
الطريق السيار الحضري للدار البيضاء هو طريق سيار ضمن شبكة الطرق السيارة بالمغرب يربط الطريق السيار A1 على مستوى جنوب المحمدية والطريق السيار A3 والطريق الوطنية رقم 1 (المغرب) على مستوى الكليات جنوب الدار البيضاء بمسافة 24 كلم، يمر عبر عين حرودة وزناتة وعدة مقاطعات بالدار البيضاء.
يعتبر الطريق أكثر طريق سيار مكتظ باعتباره الشريان الرئيسي للدار البيضاء كما لعبت الكثافة السكانية دورا في هذا الاكتضاض كما يعتبر أول طريق سيار بالمغرب.

## لائحة الطريق
| A101 الطريق السيار الحضري للدار البيضاء A101 | |       |       |
| النوع                                        | الاتجاه                                                                                                 | ↓كلم↓ | ↑كلم↑ |
|                                              | عين حرودة-تيط مليل                                                                                      |       | +0    |
|                                              | زناتة                                                                                                   |       |       |
|                                              | شمال البرنوصي                                                                                           |       |       |
|                                              | حي الازهر                                                                                               |       |       |
|                                              | حي القدس-أناسي                                                                                          |       |       |
|                                              | عين السبع-أناسي                                                                                         |       |       |
|                                              | جوهرة                                                                                                   |       |       |
|                                              | سيدي مومن                                                                                               |       |       |
|                                              | شمال الحي المحمدي-حي مولاي رشيد                                                                         |       |       |
|                                              | الحي المحمدي                                                                                            |       |       |
|                                              | بورنازيل-حي الفلاح-حي التسير                                                                            |       |       |
|                                              | الدار البيضاء الميناء-محطة أولاد زيان-الصخور السوداء -الهراويين-أولاد زيان                              |       |       |
|                                              | حي افريقيا                                                                                              |       |       |
|                                              | مديونة-درب عمر اسباتة                                                                                   |       |       |
|                                              | عين الشق-درب السلطان                                                                                    |       |       |
|                                              | عين الشق كاليفورنيا-باشكو                                                                               |       |       |
|                                              | بوسكورة برشيد سطات مراكش أكادير عبر الطريق السيار A3-القطب المالي-ليساسفة-الجديدة عبر الطريق الوطنية N1 |       |       |

## أنظر أيضا
الطريق السيار الرباط - آسفي
الطريق السيار الدار البيضاء - أكادير